# کوشکدر
کوشکدر، (به معنی در قصر)روستایی از توابع بخش الموت غربی شهرستان قزوین در استان قزوین ایران است. زبان اصلی روستا فارسی است. روستای کوشکدر دارای دو طایفه بابائی و خادمی است. اقتصاد روستای کوشکدر کشاورزی و دامداری است و آب کشاورزی این روستا از طریق پمپاژ از رودخانه شاهرود تامین میشود.
مقبره امامزاده موسی(دارای شجره نامه) در این روستا واقع شده است و هر ساله در سالروز واقعه عاشورا و رحلت پیامبر و اربعین میزبان میهمانان زیادی می باشد
این روستا در گذشته دارای هفت برج دیدبانی،دارای قلعه در بالای بلند ترین صخره واقع در روستا،وجود یک غار ،از داخل یک دره در مجاورت روستا به داخل قلعه بوده است، این غار جهت حفظ راه ارتباط با قلعه در زمان های که دشمنان قلعه را محاصره میکردند طراحی شده است.
این روستا در گذشته محل ارتباط بین الموت غربی و شرقی بوده است که دارای محوطه وسیع که در گذشته به آن بارانداز (گمرک امروزی)میگفتند،که محل کنترل ورود و خروج کالا ها بوده هست.
احتمالا با توجه به وجود قلعه،برج های دیده بانی و سه حمام عمومی، بارانداز و ... در گذشته شهر بوده است.
این روستا در همجواری قلعه تاریخی لمبسر واقع شده است.  .

## جمعیت
این روستا در دهستان رودبار شهرستان قرار دارد و براساس سرشماری مرکز آمار ایران در سال ۱۳۸۵، جمعیت آن ۱۱۷ نفر (۳۱خانوار) بوده‌است.